# Tiziano Scarpa
Tiziano Scarpa (Venecia, 1963) es un novelista, dramaturgo y poeta italiano, ganador del Premio Strega.

## Trayectoria
En los años ochenta guionizó varias tiras cómicas para Frigidaire. Como escritor, se dio a conocer en 1996 con la novela Occhi sulla graticola. A lo largo de su carrera, ha publicado decenas de obras como Venezia è un pesce, Corpo, Groppi d'amore nella scuraglia o Stabat Mater. Desde principios de los años noventa, también ha escrito más de una decena de textos para el teatro y la radio. Además, en 1999 escribió el libreto de la ópera Fuori dai denti, de Stefano Bassanese.
A lo largo de su carrera, ha colaborado con varios periódicos y revistas. Fue uno de los fundadores de la revista Il primo amore y del blog Nazione Indiana. Sus libros han sido traducidos al español, inglés, francés, rumano, alemán, ruso, catalán, turco, hebreo, neerlandés, coreano, chino y sueco.[cita requerida]

## Reconocimientos
En 2008, ganó el Premio L'olio della poesía. En 2009, ganó el Premio Strega con la novela Stabat Mater. Ese mismo año, y con el mismo libro, ganó el premio SuperMondello. En 2014, recibió el Premio Carlo Boscarato por Il mondo così com'è. En 2021, recibió el galardón de la Sección de Ficción del Premio Montale Fuori di Casa, promovido por el Ministerio de Cultura italiano.

## Novelas
- Occhi sulla graticola. Breve saggio sulla penultima storia d'amore vissuta dalla donna alla quale desidererei unirmi in duraturo vincolo affettivo, Torino, Einaudi, 1996. ISBN 88-06-13878-2.
- Kamikaze d'occidente, Milano, Rizzoli, 2003. ISBN 88-17-87295-4.
- Stabat Mater, Torino, Einaudi, 2008. ISBN 978-88-06-17124-7.
- Le cose fondamentali, Torino, Einaudi, 2010. ISBN 978-88-06-20187-6.
- Il brevetto del geco, Torino, Einaudi, 2016. ISBN 978-88-06-20311-5

## Libros de cuentos
- Amore®, Torino, Einaudi, 1998. ISBN 88-06-14378-6.
- Body building. Racconto su un padre, 8 fermate, Milano, Subway letteratura, 1998.
- Cosa voglio da te, Torino, Einaudi, 2003. ISBN 88-06-16530-5.
- Verbale n. 2847, Milano, Charta, 2005. ISBN 88-8158-534-0.
- Amami, con Massimo Giacon, Milano, Mondadori, 2007. ISBN 978-88-04-56393-8.

## Otras obras
- Inchiostri colorati. Narrazioni contemporanee proposte a giovani adulti, Carpi, Biblioteca comunale, 1997.
- In gita a Venezia con Tiziano Scarpa, Torino, Paravia, 1998. ISBN 88-395-7003-9.
- Venezia è un pesce. Una guida, Milano, Feltrinelli, 2000. ISBN 88-07-81596-6.
- Cos'è questo fracasso? Alfabeto e intemperanze, Torino, Einaudi, 2000. ISBN 88-06-15449-4.
- Corpo, Torino, Einaudi, 2004. ISBN 88-06-16997-1.
- Batticuore fuorilegge, Roma, Fanucci, 2006. ISBN 88-347-1163-7.
- La vita, non il mondo, Roma-Bari, Laterza, 2010. ISBN 978-88-420-9191-2.
- Un amico spaventoso, Roma, Gallucci, 2011. ISBN 978-88-6145-294-7.
- Lo show dei tuoi sogni, con Luca Bergia y Davide Arneodo del grupo Marlene Kuntz, Torino, Einaudi, 2013.
- Laguna l'invidiosa, Roma, Gallucci, 2013, 978-88-6145-606-8.
- Il mondo così com'è, con Massimo Giacon, Milano, Rizzoli Lizard, 2014. ISBN 978-88-17-07517-6.
- Come ho preso lo scolo, Milano, Effigie, 2014. ISBN 978-88-97648-35-2.

## Poesía
- Nelle galassie oggi come oggi. Covers, con Aldo Nove y Raul Montanari, Torino, Einaudi, 2001. ISBN 88-06-15875-9.
- Groppi d'amore nella scuraglia, Torino, Einaudi, 2005. ISBN 88-06-17641-2.
- Discorso di una guida turistica di fronte al tramonto, Venezia Mestre, Amos, 2008. ISBN 978-88-87670-16-5.

## Teatro
- Madrigale, dirección de Betta Brusa, 1993;
- Corriamo a casa, dirección de Antonio Latella, 2000;
- Nel laboratorio di Lady Frankenstein, dirección de Aldo Vinci, Teatro anatomico del Museo di Storia Naturale di Genova, 2002;
- Comuni mortali, dirección de Flavio Ambrosini, 2005;
- Gli straccioni, presentado en forma de "estudio" en el Festival Quartieri dell'Arte, Viterbo, dirección de Sandro Mabellini, 2009;
- Il professor Manganelli e l'ingegner Gadda, presentado en forma de "estudio" en el Festival Quartieri dell'Arte, Viterbo, dirección de Sandro Mabellini, 2009;
- Groppi d'amore nella scuraglia, con Emanuele Arrigazzi, dirección de Riccardo Pippa, 2006; con Silvio Barbiero, dirección de Marco Caldiron, compagnia "Carichi sospesi", 2011;
- La custode, con Stefania Pepe, dirección de Bruno Fornasari, 2006;
- L'ultima casa, compañía Pantakin, dirección de Michele M. Casarin, 2007;
- L'inseguitore, dirección de Arturo Cirillo, 2008.
- L'infinito, dirección de Arturo Cirillo, Teatro Stabile del Veneto, 2011;
- La cinghiala di Jesolo, con Marta Dalla Via, 2013.
- Straccioni, dirección de Carlo Roncaglia, Accademia dei Folli, 2014. El texto es una reescritura completamente renovada de Gli straccioni.
- I maggiorenni, dirección de Giorgio Sangati, Teatro Stabile del Veneto, 2015.

## Libros de Tiziano Scarpa traducidos al español
- Ojos en la parrilla, trad. de Eduardo Margaretto Khormann, Barcelona, Destino, 1998. ISBN 978-84-23-33008-9.
- Venecia es un pez. Una guía, trad. de Celia Filipetto, Barcelona, Minúscula, 2007. ISBN 978-84-95-58733-6

- Cuerpo, trad. Laboratorio Traduxit, Ciudad de México, Abismos, 2017. ISBN 978-19-79-31871-6
- Stabat Mater, trad. Ana Villada (en proceso de publicación).

## Ensayos y textos críticos sobre Tiziano Scarpa
- Alfonso Berardinelli, "Lettera a Tiziano Scarpa" en Sul banco dei cattivi. A proposito di Baricco e di altri scrittori alla moda, Donzelli, Roma 2006.
- Federico Francucci, "Esperienze dell'io d'autore" en La carne degli spettri. Tredici interventi sulla letteratura contemporanea, Edizioni OMP, Pavia, 2009.
- Marco Gargiulo, "Il plurilinguismo nell'esperienza letteraria di Tiziano Scarpa" en InVerbis, 1/2014, enero-junio, pp. 107–120.
- Stefania Lucamante, "Proposte per una poetica 'liquida' dell'ideologia e dell'estetica contemporanee: Tiziano Scarpa e la parola altrui della letteratura" en Poetiche. Rivista di letteratura, Vol. 9, n. 3, 2007.